# Dana Air
A Dana Air egy nigériai légitársaság, aminek a székhelye Ikejában van. Bázisa a Murtala Muhammed nemzetközi repülőtéren található.
2021 májusában a Dana Air és az Ibom Air egy codeshare megállapodást írtak alá, ami az első volt az országban.

## Célállomások
2022 januárjában a légitársaság a következő célállomásokat szolgálja ki:

## Flotta

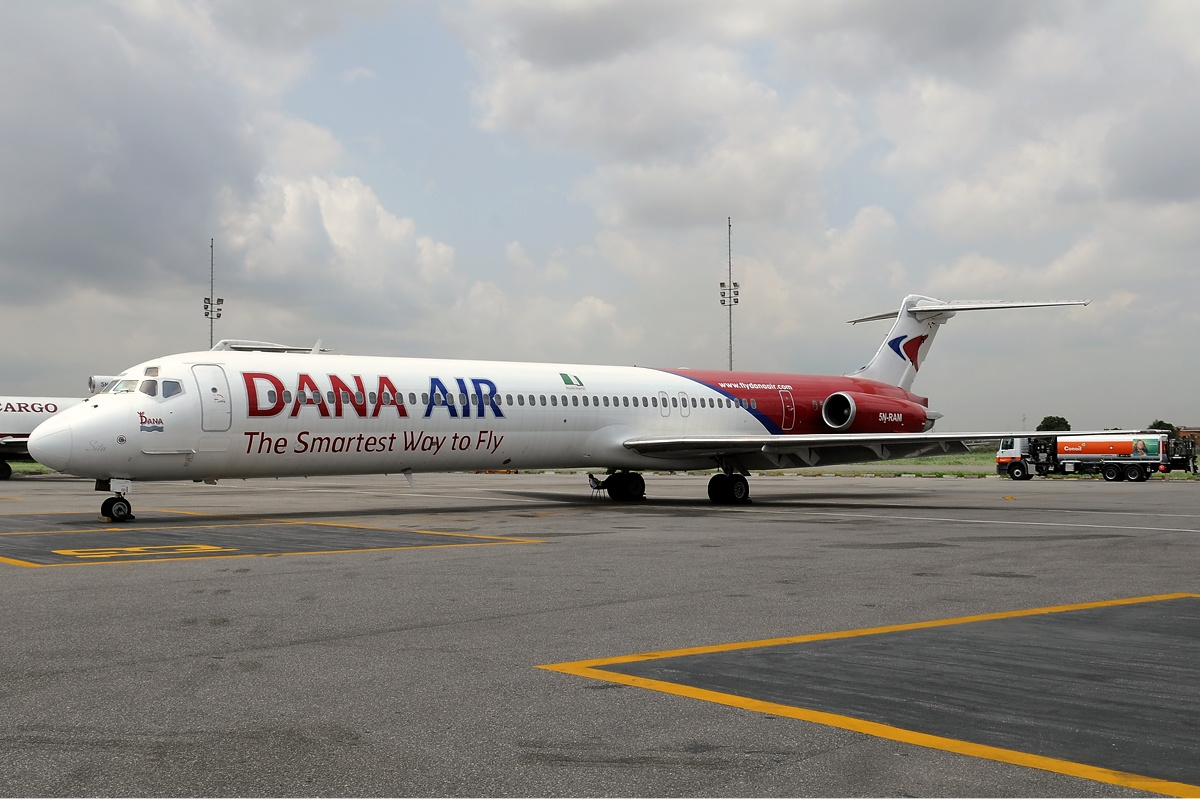
Egy Dana Air McDonnell Douglas MD–83-as. Ez volt az a repülőgép, amely a 992-es járat katasztrófájában volt érintett.

2021 januárjában a Dana Air flottája a következő repülőgépekből állt:

## Balesetek
- 2012. június 3-án a Dana Air 992-es járata, a McDonnell Douglas MD–83-as repülőgép egy kétszintes épületnek ütközött leszállás közben Lagos egyik külvárosában, Ishagában, miután a repülőgép mindkét hajtóműve leállt. A repülőgépen tartózkodó mind a 147 utas és a személyzet hat tagja elhunyt. A földön további hat halálos áldozata volt a szerencsétlenségnek.[4][5][6][7] A balesetet követően a Nigériai Polgári Légiközlekedési Hatóság leállította a Dana Air összes járatát.[8] Ez volt Nigéria második leghalálosabb légiszerencsétlensége.[9]
- 2018. február 7-én egy Dina Air repülőgépnek a vészkijárati ajtaja gurulás közben kiesett, miután a repülő landolt Abujában.[10] Az incidensnek nem voltak áldozatai. Az utasok azt állították, hogy az ajtó a repülés során végig zörgött.[11] A légitársaság szóvivője azonban azt állította, hogy az ajtó nem eshetett le egy utas tudatos tevékenysége nélkül.[12] A Nigériai Polgári Légiközlekedési Hatóság vizsgálatot indított az incidens ügyében, hogy megállapítsa, mi is történt pontosan.[13]
- 2018. február 20-án a Dina Air 5N-SRI lajstromú MD–83-as repülőgépe éjszakai leszállás közben kicsúszott a kifutópályáról a Port Harcourt-i nemzetközi repülőtéren. Áldozatok nem voltak, de a repülőgép jelentős károkat szenvedett.[14] Mind a légitársaság, mind a Nigériai Szövetségi Repülőtéri Hatóság azt állította, hogy a baleset oka a kedvezőtlen időjárás volt, mivel a leszállás idején szakadt az eső.[15][16]

## Fordítás
- Ez a szócikk részben vagy egészben  a   Dana Air című angol Wikipédia-szócikk ezen változatának fordításán alapul.  Az eredeti cikk szerkesztőit annak laptörténete sorolja fel. Ez a jelzés csupán a megfogalmazás eredetét és a szerzői jogokat jelzi, nem szolgál a cikkben szereplő információk forrásmegjelöléseként.